# Thierry Gentina
Thierry Gentina (28 maggio 1968) è un ex sciatore alpino francese.

## Biografia
Supergigantista originario di Sallanches, Gentina debuttò in campo internazionale in occasione dei Mondiali juniores di Bad Kleinkirchheim 1986; in Coppa del Mondo ottenne il primo piazzamento l'8 dicembre 1991 a Val-d'Isère (27º), conquistò il miglior risultato il 5 dicembre 1992 nella medesima località (10º) e prese per l'ultima volta il via il 13 marzo 1994 a Whistler (58º). Si ritirò al termine della stagione 1995-1996 e la sua ultima gara fu lo slalom gigante dei Campionati finlandesi 1996, disputato il 10 aprile a Yllästunturi; non prese parte a rassegne olimpiche o iridate.

## Palmarès

### Coppa del Mondo
- Miglior piazzamento in classifica generale: 83º nel 1992

### Campionati francesi
- 1 medaglia (dati parziali):
  - 1 oro (slalom gigante[senza fonte] nel 1992)